# Œillet
Pour l’article ayant un titre homophone, voir Heuilley.
Pour les articles homonymes, voir Œillet (homonymie).
Taxons concernés
Dans le Règne végétal
- parmi la famille des Caryophyllaceae :
  - Genre
    - Dianthus
    - en partie, Petrorhagia
    - en partie, Silène

  - Espèces :
    - Gypsophila muralis
    - Agrostemma githago
- parmi la famille des Asteraceae :
  - Espèce :
    - Tagetes patula
- parmi la famille des Plumbaginaceae :
  - Espèce :
    - Armeria maritima
- parmi la famille des Aphyllanthaceae :
  - Espèce :
    - Aphyllanthes monspeliensis

Dans le Règne animal
- parmi la famille des Metridiidae :
  - Espèce :
    - Metridium senilemodifier

Œillets est un nom vernaculaire ambigu désignant en français diverses plantes herbacées, souvent utilisées comme plantes ornementales ou « fleurs à couper ». Les pétales de leurs fleurs (ou inflorescences) sont généralement dentés, découpés voire laciniés.
Le genre des œillets « véritables » est Dianthus, de la famille des Caryophyllaceae. Pourtant, une autre espèce, de la famille des Asteraceae est aussi réputée que ceux-ci : l'œillet d'Inde (Tagetes patula). Cette espèce a été nommée par analogie avec la forme des fleurs de certaines espèces du genre Dianthus.
Sont nommées « œillets » également des espèces d'autres genres de Caryophyllaceae et d'autres familles. Enfin, une anémone de mer, Metridium senile est appelée « œillet de mer », encore par analogie de forme.
Son nom fait référence à l’œil situé au centre de la fleur.

## GenreDianthus

### Espèces d'origine européenne

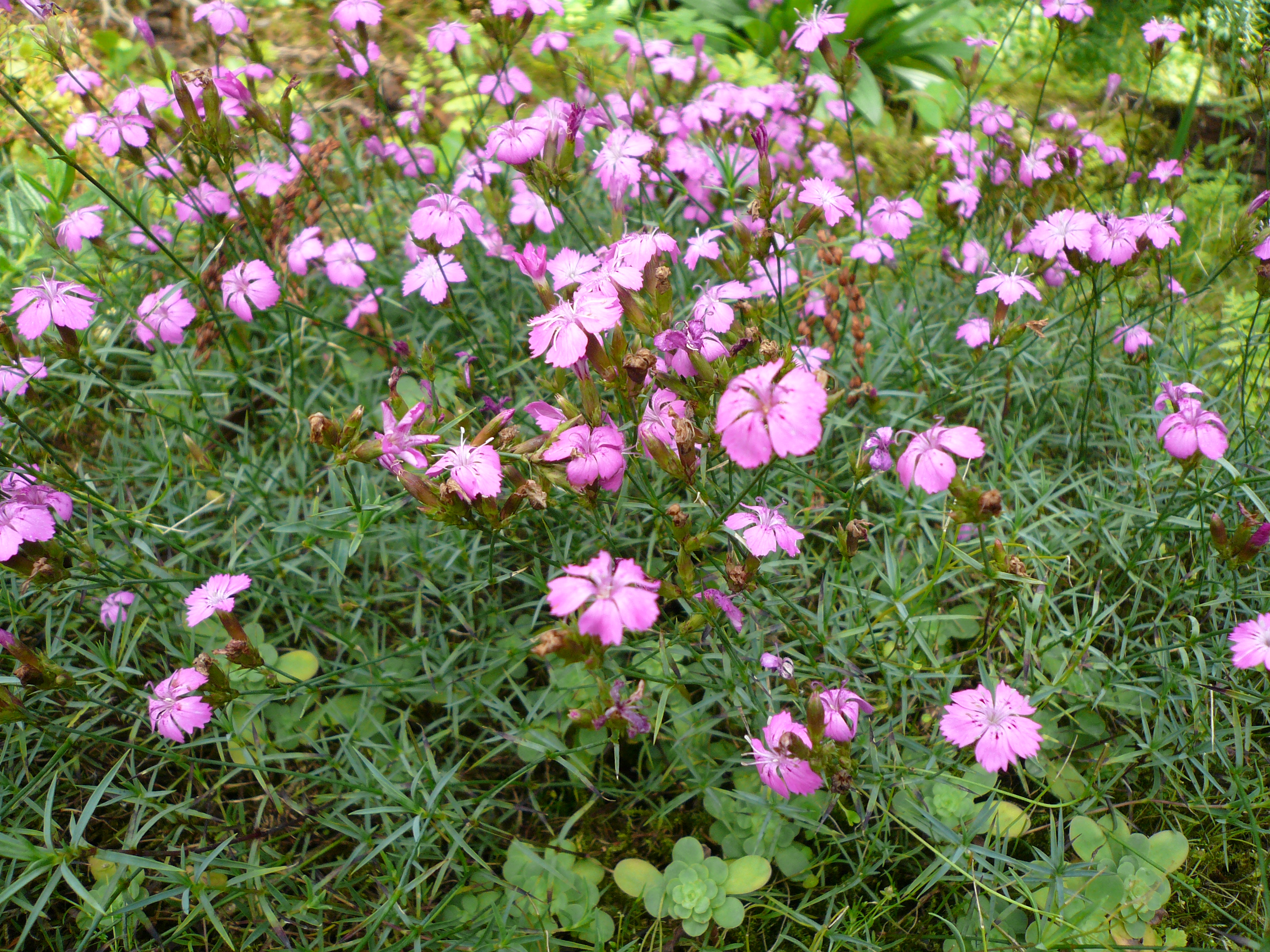
Dianthus graniticus, un œillet endémique du Massif Central en sol siliceux

- L'œillet des Alpes, Dianthus alpinus L.
- L'œillet arméria, Dianthus armeria L.
- L'œillet de Balbis, Dianthus balbisii Ser.
- L'œillet de poète ou œillet barbu, Dianthus barbatus L.
- L'œillet du Béarn, Dianthus benearnensis Loret
- L'œillet des Chartreux, Dianthus carthusianorum L.
- L'œillet commun ou œillet des fleuristes, Dianthus caryophyllus L
- L'œillet à delta, Dianthus deltoides L.
- L'œillet fourchu, Dianthus furcatus Balb.
- L'œillet à fleurs jumelées, Dianthus geminiflorus Loisel.
- L'œillet des glaciers, Dianthus glacialis Haenke
- L'œillet du granite, Dianthus graniticus Jord.
- L'œillet de Grenoble, Dianthus gratianopolitanus Vill.
- L'œillet de Madame Gysperger, Dianthus gyspergerae Rouy
- L'œillet de Montpellier, Dianthus hyssopifolius subsp. hyssopifolius L.
- L'œillet de France ou œillet des dunes, Dianthus hyssopifolius subsp. gallicus (Pers.) M.Laínz & Muñoz Garm.
- L'œillet négligé, Dianthus pavonius Tausch
- L'œillet mignardise, Dianthus plumarius L.
- L'œillet piquant, Dianthus pungens L.
- L'œillet des Pyrénées, Dianthus pyrenaicus Pourr. Dianthus graniticus, un œillet endémique du Massif Central en sol siliceux
- L'œillet rude, Dianthus scaber Chaix
- L'œillet de Séguier, Dianthus seguieri Vill.
- L'œillet à tiges courtes, Dianthus subacaulis Vill.
- L'œillet superbe, Dianthus superbus L.
- L'œillet des forêts, Dianthus sylvaticus Hoppe ex Willd.
- L'œillet des rochers, Dianthus sylvestris Wulfen
- L'œillet de Vigo, Dianthus vigoi Laínz

### Espèces d'origine asiatique
- L'œillet de Chine, Dianthus chinensis L.

## GenrePetrorhagia
- L'œillet des rochers, Petrorhagia saxifraga (L.) Link
- L'œillet saxifrage, Petrorhagia saxifraga (L.) Link
- L'œillet douteux, Petrorhagia dubia (Raf.) G.López & Romo
- L'œillet prolifère, Petrorhagia prolifera (L.) P.W.Ball & Heywood
- L'œillet velouté, Petrorhagia dubia (Raf.) G.López & Romo
- L'œillet de Nanteuil, Petrorhagia nanteuilii (Burnat) P.W.Ball & Heywood
- L'œillet fasciculé, Petrorhagia fasciculata (Margot & Reut.) P.W. Ball & Heywood[2]

## GenreSilene
- L'œillet de Dieu, Silene flos-jovis (L.) Greuter & Burdet
- L'œillet des prés ou lychnis fleur de coucou, Silene flos-cuculi (L.) Clairv.
- L'œillet des jansénistes, Silene viscaria (L.) Borkh.

## Autres espèces deCaryophyllaceaeappelées «œillet»
- L'œillet des roches, Gypsophila muralis L.
- L'œillet des champs ou nielle des blés, Agrostemma githago L.

## L'œillet d'Inde

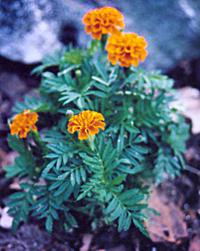
L'œillet d'Inde, Tagetes patula

- L'œillet d'Inde, Tagetes patula L., est une espèce de la famille des Asteraceae. Elle est très facilement cultivable et très utilisée en horticulture. Elle n'est pas toxique, ses fleurs étant même comestibles.

## Espèces d'autres familles
- L'œillet marin ou armérie maritime, Armeria maritima Willd., est une espèce de la famille des Plumbaginaceae.
- L'œillet bleu de Montpellier ou aphyllanthe de Montpellier, Aphyllanthes monspeliensis L., est une espèce de la famille des Aphyllanthaceae.

## Règne animal
L'œillet de mer ou anémone plumeuse, Metridium senile Linnaeus, est une espèce d'anémone de mer, que l’on trouve dans l’Atlantique Nord.

## Répartition
La plupart des espèces ont une répartition européenne.
Certaines peuvent avoir une origine moyen-orientale car on y retrouve des œillets sur des céramiques du XVe siècle. L'œillet de Chine, Dianthus chinensis, est originaire de Chine.

## Histoire
- Les Grecs ornaient d'œillets les couronnes des athlètes vainqueurs. Les Romains l'utilisaient en cuisine ou pour honorer leurs dieux. L'œillet se répand en France vers le XVe siècle où il est utilisé principalement comme plante ornementale et en boutonnière à cause de sa bonne conservation (quinze jours dans un vase, ce qui est un record chez les fleurs coupées)[3].

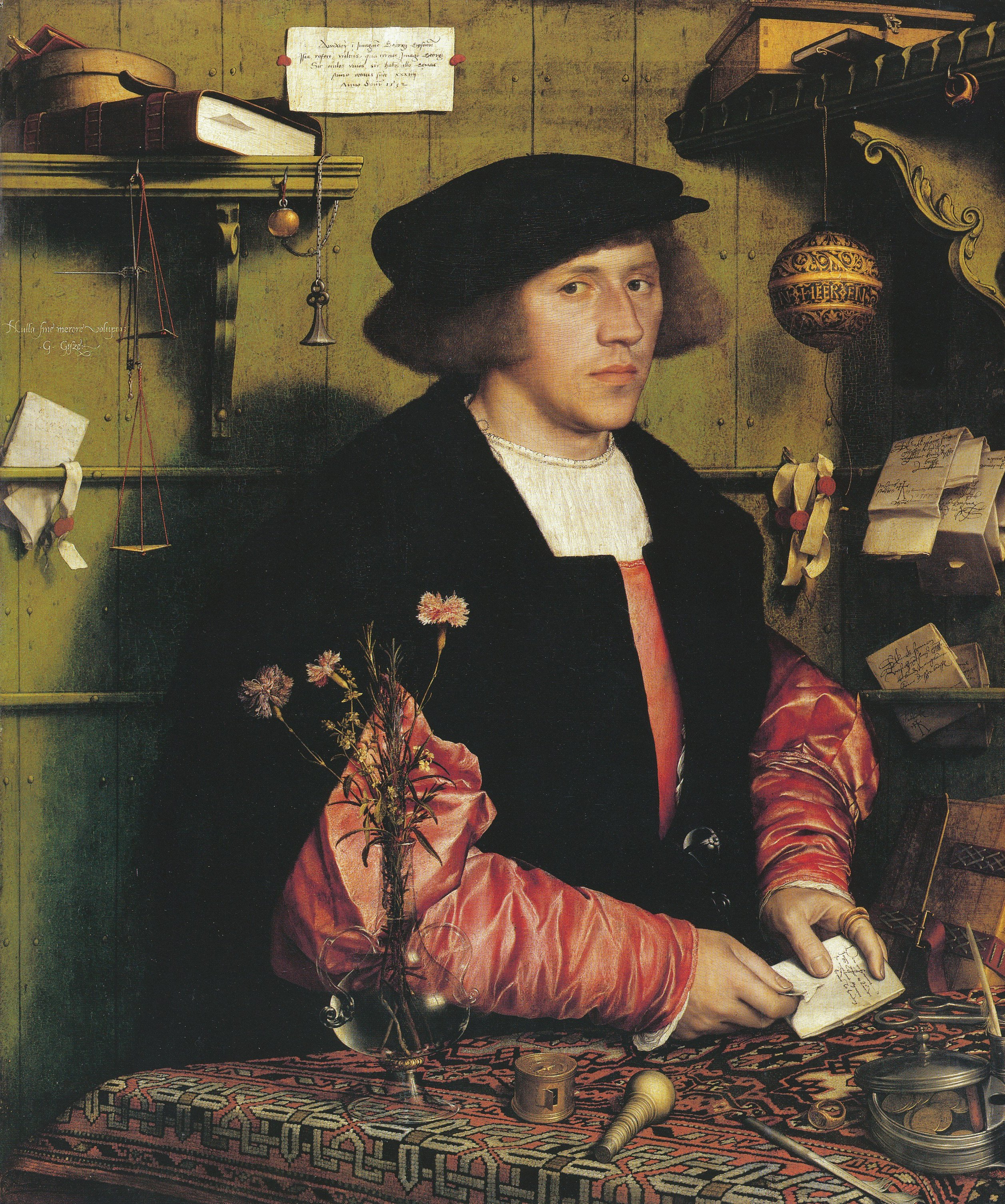
Portrait de Georg Giese par Hans Holbein le Jeune (1532).

## Symbolique de l'œillet

### Langage des fleurs
Dans le langage des fleurs, l'œillet rouge symbolise l'amour pur et ardent, l'œillet d'Inde la séparation et l'œillet de poète l'admiration,.
L'œillet blanc symbolise la passion fidèle. Certaines personnes redoutent l'œillet, accusé de porter le mauvais sort. Il aurait la réputation de porter malheur aux comédiens : Molière serait mort avec un œillet sur scène. Dans l'Europe du Sud, l'œillet blanc fut longtemps la fleur des morts. Il sert en Italie à confectionner des couronnes mortuaires.[réf. nécessaire]

### Peinture
Chez les primitifs flamands, ou plus généralement dans la peinture du Moyen Âge, l'œillet symbolise l'engagement et la fidélité conjugale.

### Politique
L'œillet est la fleur nationale de trois pays : l'Espagne, le Monaco et la Slovénie. Il est aussi la fleur régionale des Îles Baléares.
L'œillet blanc fut l'emblème des royalistes et l'œillet rouge celui des partisans du général Boulanger. En Allemagne, l'œillet blanc est la fleur des démocrates-chrétiens et l'œillet rouge, celle des sociaux-démocrates.
Cette fleur fut aussi l'emblème de ce qui fut appelé la révolution des Œillets de 1974 au Portugal contre la dictature de Salazar.

### Autres

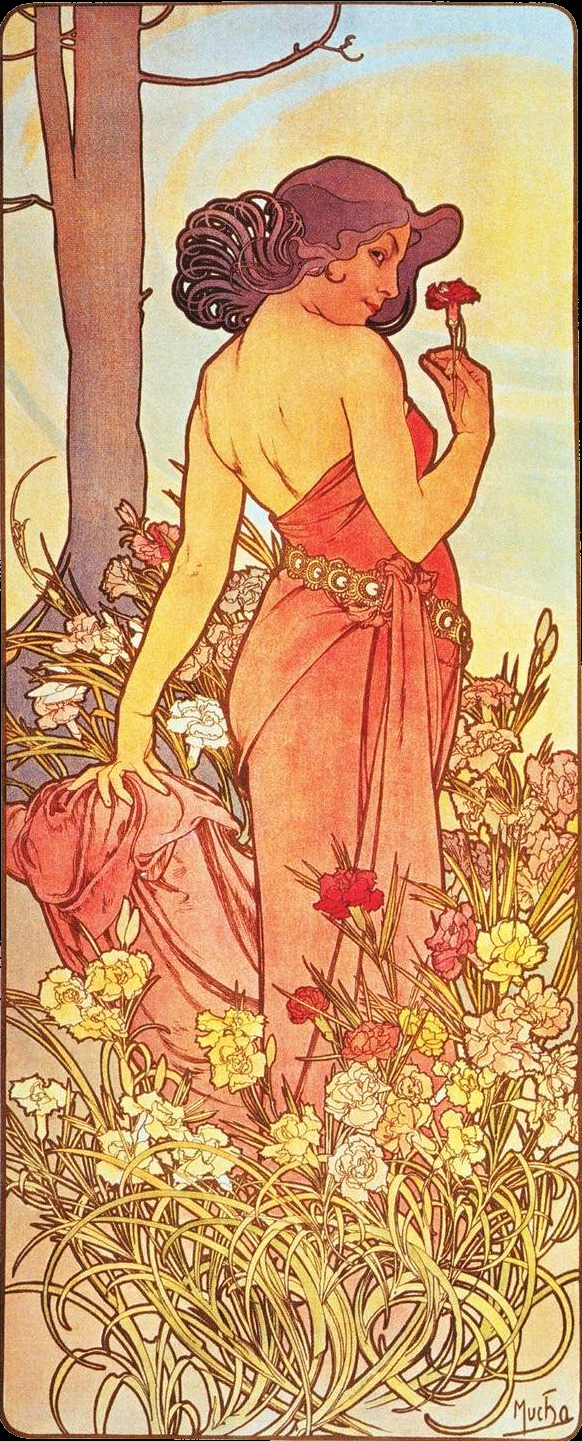
L'œillet d'Alfons Mucha
(1898, lithographie).

Oscar Wilde était connu pour porter un œillet vert à sa boutonnière, ce qui est par la suite devenu un symbole de reconnaissance pour les homosexuels de l'Angleterre victorienne.
Marie-Antoinette est souvent reliée à l'œillet en raison du Complot de l'œillet qui aurait été pour elle l'ultime chance pour fuir, chance ratée.
Dans l'ouvrage de Marcel Pagnol, Manon des Sources, Ugolin, et de son oncle, bouchent une source dans l'espoir de racheter le terrain à bas prix. Leur but est de cultiver des œillets, plante qui certes offre un bon revenu, mais qui demande beaucoup d'eau.
Canada: Mai est le mois de la sensibilisation à la sclérose en plaques. Pour l’occasion, la Société de la sclérose en plaques désire parler de cette maladie afin que les gens puissent mieux comprendre les réalités qui l’entourent. Partout au Québec, à l’occasion de la fête des Mères, la population est invitée à acheter un œillet, offrir un bouquet ou faire un don. Acheter un œillet symbolise l’espoir pour près de 20 000 personnes atteintes de sclérose en plaques au Québec.
Aux États-Unis, l'œillet rouge est la fleur de l'état d'Ohio. Cette fleur a été choisie comme un symbole de l'état en 1901, après l'assassinat du Président William McKinley, parce qu'il portait un œillet rouge à sa boutonnière.
En Turquie, l’œillet rouge est une fleur qui symbolise les morts. Lors de l'été 2013 où les manifestants de « Diren Gezi » ont souvent affronté les forces de l'ordre dans de nombreuses manifestations partout dans le pays, la fleur a pris toute une symbolique, rappelant les victimes de ces affrontements. Un bouquets d’œillets rouges a notamment été remis par une députée CHP, dans une cartouche de bombe lacrymogène, au ministre de l'Intérieur Muammer Güler.
- Selon plusieurs traditions et légendes, les œillets rouges naissent des gouttes de sang du Christ en croix[9].

- Chez les primitifs flamands, et plus généralement dans la peinture du Moyen Âge, l'œillet symbolise l'engagement et la fidélité conjugale[6].

- L'œillet est une des fleurs faisant partie des superstitions théâtrales.

- L'œillet rouge est un des symboles du mouvement ouvrier. En France tout particulièrement, on porte un œillet rouge à la boutonnière pour la fête du Travail. Cette tradition, reprise au boulangisme, remonte au 1er mai 1890, où pour répondre à l'appel de la IIe Internationale malgré l'interdiction de manifester prévue par la Sozialistengesetz, les militants décident de se retrouver dans des parcs en portant un œillet rouge en signe de reconnaissance. Plutôt délaissé en République fédérale d'Allemagne, ce symbole était très utilisé en République démocratique allemande, entre autres par les organisations de jeunesse.

- C'est l'organisation American War Mothers (en) qui décide en 1921 que la fleur de la Fête des Mères aux États-Unis serait l'œillet blanc[10].

- Au Portugal, l'œillet était également le signe de ralliement des militaires opposés à la dictature salazariste, terminée par la révolution des Œillets.

- Plante ornementale devenue presque aussi prisée que la rose (il s'en vend 12 milliards de tiges par an contre 15 pour les roses[11]), elles se répartissent en deux grandes familles (les monoflores et les miniatures) et deux types de pétales (dentelés et ronds) qui se déclinent en une infinité de couleurs vraies ou obtenues par teinture (non par trempage mais par absorption d'une solution colorée par la tige)[12].

### Cinéma
- Dans Jean de Florette (1986) de Claude Berri d'après Marcel Pagnol, le personnage d'Ugolin (Daniel Auteuil) se lance dans la culture des œillets.

### Calendrier républicain
L'œillet voyait son nom attribué au 16e jour du mois de prairial dudit calendrier républicain / révolutionnaire français, généralement chaque 4 juin du calendrier grégorien.